# Elisabetta di Slavonia

Armi del Principato di Acaia

Elisabetta di Slavonia, detta Elisabetta d'Ungheria (1352 – 6 aprile 1380), fu Imperatrice Titolare di Costantinopoli, Principessa reggente di Acaia e principessa di Taranto.

## Biografia
Elisabetta era figlia di Stefano, duca di Slavonia, e di Margherita di Baviera: dopo la morte di suo padre, divenne erede al trono d'Ungheria, poiché suo zio Luigi non aveva ancora avuto figli. Per questo l'imperatore Carlo IV voleva farla sposare a suo figlio ed erede, il futuro re Venceslao IV di Boemia; tuttavia, i negoziati per il matrimonio terminarono nel 1366, quando al re Luigi nacque una figlia di nome Caterina, il che significava che Elisabetta non avrebbe ereditato la Corona d'Ungheria.
Il 20 ottobre 1370, Elisabetta sposò Filippo II d'Angiò, principe di Taranto: dal 1364 era imperatore titolare dell'Impero latino di Costantinopoli. Elisabetta aveva solo diciotto anni, Filippo quarantuno ed era al suo secondo matrimonio: la sua precedente moglie Maria di Calabria era morta nel 1366. Come regalo di matrimonio, Filippo le concesse il suo feudo personale di Corfù.
Dal matrimonio nacque un solo figlio:
- Filippo, nato nel 1371 e morto in gioventù.

Morì nel 1380 e fu sepolta nella Cattedrale di San Cataldo a Taranto.